# 婚禮歌手 (綜藝節目)
《婚禮歌手》，2021年東森電視全新推出音樂實境節目，由黃子佼、Lulu擔任主持。本節目每集會邀請神秘歌手助陣婚禮，擔任「最佳婚禮歌手」。東森綜合台於2021年11月28日首播。